# Останній політ «Осіріса»
Останній політ «Осіріса» (також «Заключний політ „Осіріса“») (англ. Final Flight of the Osiris) — перший з дев'яти короткометражних мультфільмів в серіалі «The Animatrix», у якому розповідається про світ «Матриці». Сценарій написаний братами Вачовскі. Фільм розповідає про долю корабля «Осіріс», який згадувався у фільмах «Матриця: Перезавантаження» і «Матриця: Революція», а також в комп'ютерній грі «Enter the Matrix». «Останній політ „Осіріса“» вийшов 2003 року.
Рятуючись від зграї роботів-вартових, члени екіпажу розвідувального корабля «Осіріс» стають випадковими свідками підготовки атаки машин на підземну цитадель повстанців — Зіон.
Моделювання і рендер всього фільму здійснено кінокомпанією «SquareSoft», що займається переважно розробкою сюжетних роликів ігор серії «Final Fantasy».

## Зміст
М'язистий чорношкірий хлопець і дівчина східноазійської зовнішності б'ються у поєдинку за допомогою мечів, іноді зрізає частину одягу партнера. Тривога перериває їх, і симуляція, в якій вони перебувають, переривається.
У наступній сцені корабель «Осіріс» прямує до перехрестя 21, де оператор Роббі зауважує сотні машин на своєму сканері. Відриваючись від Вартових, корабель влітає у невідмічений на мапі тунель, що веде на поверхню. В 4 кілометрах над Зіоном машини-землекопи пробивають армії Вартових шлях до міста людей.
Капітан Тадеус вирішує попередити Зіон. Його перша помічниця (раніше — спаринг-партнер в віртуальній реальності) Джу береться доставити інформацію через Матрицю. Поки Правоохоронці атакують корабель і намагаються пробратися всередину, Джу спускається по арматурі між двома висотними будівлями і, нарешті, досягає землі, де скидає послання в поштову скриньку. Вона намагається зв'язатися з Тадеусом телефоном, але в цей час пошкоджений «Осіріс» падає. Тадеус намагається відігнати ворогів вогнем з електрогармати, але корабель вибухає. У Матриці Джу замертво падає на землю — її тіло знищено.

## В ролях
- Кевін Майкл Річардсон — головний комп'ютер
- Памела Едлон — Джу
- Джон ДіМаджіо — член екіпажу
- Том Кенні — оператор
- Рік Гомез — пілот
- Тара Стронг — жінка з екіпажу
- Бетті Форд (актриса) — старша жінка